# Sapore di sale
«Sapore di sale» (en italiano, Sabor a sal) es una famosa canción escrita y grabada en 1963 por Gino Paoli con arreglos de Ennio Morricone, parte del álbum Basta chiudere gli occhi, lanzado el año siguiente. Paoli declaró haber compuesto la canción para la actriz Stefania Sandrelli, su pareja en ese entonces.
La canción no sólo fue el mayor éxito del artista, sino una de las más famosas de la música italiana contemporánea. El sencillo, lanzado por el sello RCA Italiana, llegó a la cima de las listas en Italia, participó en el Cantagiro de 1963 y se transformó en un éxito internacional que "todavía hoy es parte del imaginario colectivo" italiano. En ese sentido, es considerada como un "verdadero y propio himno" del verano que simboliza el acceso popular al turismo de sol y playa producto del milagro económico italiano tras la penuria de la posguerra.

## Historia

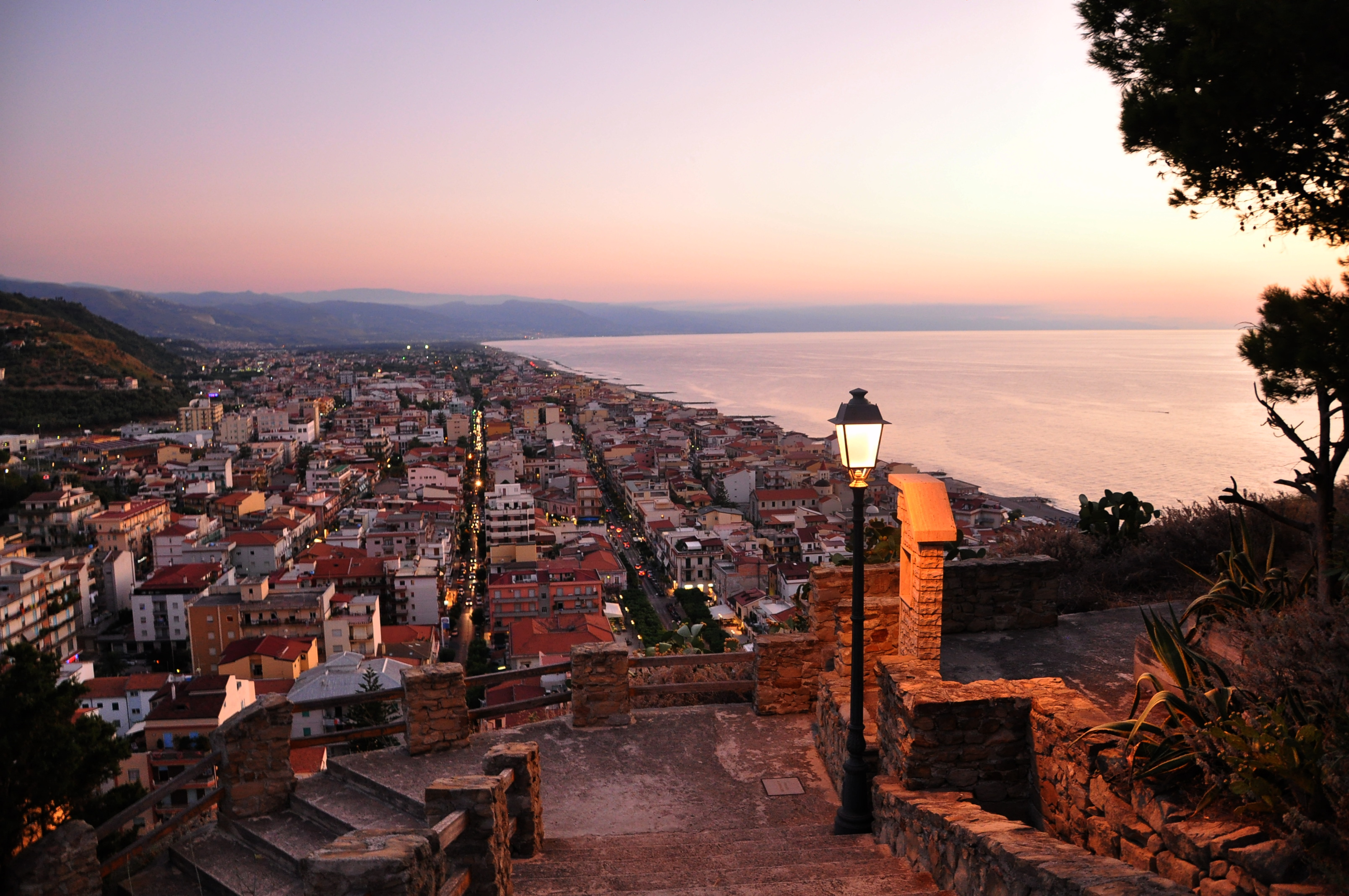
Capo d'Orlando, localidad marítima siciliana que habría inspirado a Paoli a componer Sapore di sale.

Sapore di sale fue probablemente compuesta en Capo d'Orlando, una playa siciliana donde Gino Paoli se estaba alojando para brindar una serie de conciertos. La canción fue inspirada por la resonante historia de amor que vivía desde 1962 Paoli, casado con una hija, con Stefania Sandrelli, en ese momento menor de edad.
Sapore di sale fue uno de los primeros discos de Paoli publicados por la RCA Italiana, a la que había llegado tras dejar Dischi Ricordi junto con su amigo Nanni Ricordi.
Mientras la canción escalaba las listas de los discos más vendidos, en julio de 1963, Gino Paoli tuvo un intento de suicidio mediante un disparo a la altura del corazón. En agosto de ese año el disco alcanzaba el primer puesto en la clasificación de ventas italiana.

## Letra y música

### Letra
Sapore di sale, sapore di mare
che hai sulla pelle, che hai sulle labbra
Sapore di sale (1963)

El texto describe un típico día de vacaciones en el mar, durante el cual el hombre toma sol en la playa mientras su compañera se baña en el agua, donde los días transcurren sin apuros en una total diferencia con el mundo real.

### Música
La canción está construida sobre una progresión de acordes que se repiten, con arreglos de Ennio Morricone.
La introducción es efectuada por el sonido de un bajo eléctrico. En la parte central puede escucharse un saxofón tocado por el argentino Gato Barbieri.

## Versiones y adaptaciones
La canción fue versionada por varios artistas (en orden alfabético):
- Jerry Adriani (1964)
- Tonino Carotone (2000)
- Richard Clayderman (versión instrumental en el álbum A come amore de 1983)[10]
- Bruna Lelli (1979)
- Rita Pavone (1975)
- Perturbazione (2006)

Adaptada al castellano como Sabor a salado, fue versionada por el cantante peruano de la nueva ola Jimmy Santi (1964) y por los chilenos Gloria Aguirre y Carlos González. La cantante española Silvana Velasco grabó, también en 1964, una adaptación al español manteniendo el título y la línea "Sapore di sale, sapore di mare". También fue versionada en portugués por el cantante brasileño Ed Wilson, con el título Sabor de sal (1964).

## Presencia en la cultura de masas

### Citas en otras canciones
- Los Santarosa recuperan el estribillo de Sapore di sale en su disco Souvenir.[13]
- El rapero genovés Moreno cita el título de Sapore di sale en su canción Sapore d'estate.[14]

### Apariciones en cine y ficción
- Los títulos de los filmes Sapore di mare (1982) y Sapore di mare 2 - Un anno dopo (1983) hacen clara referencia al título de la canción. Sapore di sale oficia de tema de apertura de esta última, en cuya escena final aparece Gino Paoli interpretándola.[2]
- La canción es citada en una escena del segundo episodio de la película Fratelli d'Italia por el personaje Roberto Marcolin (interpretado por Jerry Calá), quien improvisa un jingle publicitario para su empresa de pan dulce, Sauli, donde Sapore di sale se transforma en Sapore di Sauli.
- En 2018 la compañía Costa Cruceros utilizó Sapore di sale para un anuncio con Penélope Cruz.[15]